# Meetschaal (niveau)
De meetschaal of het meetniveau is een typering van een meetvariabele. Het meetniveau van een variabele bepaalt onder meer welke statistische methoden op zinvolle wijze kunnen worden gebruikt om de meetgegevens te karakteriseren en interpreteren.
Men onderscheidt de volgende niveaus waarop gemeten wordt:
- kwalitatieve meetgegevens, ook wel categorisch:
  - nominaal: benoemen
  - ordinaal: ordening
- binaire meetgegevens: 0/1, ja/nee, aan-/afwezig (kwalitatief of kwantitatief te interpreteren)
- kwantitatieve meetgegevens, ook wel continu, kardinaal, numeriek, metrisch:
  - interval: gelijke intervallen, geen betekenisvol nulpunt
  - ratio: intervallen met een betekenisvol nulpunt
- circulaire meetgegevens

Daarbij zijn de bovenstaande niveaus in de genoemde volgorde van toenemende complexiteit en omvat een volgend genoemd niveau steeds de eerdere. De circulaire variabele is hier buiten beschouwing gelaten.

## Lineaire variabelen

### Kwalitatieve variabelen

#### Nominale schaal
Het eenvoudigste meetniveau dat we kennen is het nominale. Daarbij gaat het, zoals de naam al aangeeft (Latijn: nomen, naam) bij het meten slechts om het benoemen, om de naam van het gemetene. Omdat zonder naamgeving niets onderscheiden kan worden, is elk van de andere meetniveaus ook minstens van nominaal niveau. Overigens worden nominale gegevens vaak voor het gemak van terugzoeken alfabetisch geordend. Deze ordening heeft echter niet veel inhoudelijke betekenis (het is wel zo dat samengestelde termen met een gemeenschappelijk eerste deel bij elkaar staan).
Voorbeelden van een nominale schaal zijn: geslacht (man/vrouw), de (Nederlandse) provincie waarin de ondervraagde woont, de diersoorten. 
Bij een nominale schaal worden aan objecten eigenlijk alleen nummers toegekend om ze van elkaar te kunnen onderscheiden, voorbeelden zijn: lijnnummer van een bus, bankrekeningnummer en BSN-nummer.

#### Binaire schaal
Een binaire of dichotome schaal is een nominale schaal of een ordinale schaal met maar twee mogelijkheden. Een dichotome schaal kan worden omgezet naar numerieke waarden 0 en 1 waarmee gerekend kan worden of ook ordinaal zijn. Bij een binaire meting van een hoeveelheid. Voorbeelden van een binaire schaal: aanwezig/afwezig, politiek links/politiek rechts, wel/niet, 0/1 of een ja/nee-keuze.

#### Ordinale schaal
Meetwaarden op ordinaal niveau hebben naast hun naam ook een volgorde of rangorde. Als het bijvoorbeeld gaat om de voorkeuren van een consument, wordt bij keuzes tussen A en B alleen onderscheid gemaakt tussen voorkeur voor A, voorkeur voor B, of geen voorkeur, zonder onderscheid tussen 'voorkeur voor A' en 'sterke voorkeur voor A'. Bij voorkeur voor A boven B en B boven C is wel duidelijk dat de voorkeur voor A boven C nog groter is. Wiskundig gaat het om een totale preorde van alternatieven op basis van appreciatie, en een totale orde van appreciatieniveaus.
Een typisch voorbeeld vormen de rangen in het leger, en de onderverdeling in  opleidingsniveaus: vmbo, havo, vwo. 
Andere voorbeelden zijn: de beoordeling met cijfers in het Nederlandse onderwijs, de veelgebruikte 5-puntsschaal bij opiniepeilingen (zeer mee oneens - mee oneens - neutraal - mee eens - zeer mee eens). Bij een ordinale schaal is de volgorde duidelijk, maar zijn de verschillen niet interpreteerbaar, de opties liggen niet noodzakelijk even ver uit elkaar.

### Kwantitatieve variabelen
Kwantitatieve variabelen worden ook numerieke, continue, kardinale of metrische variabelen genoemd.

#### Intervalschaal
Een grootheid op intervalniveau heeft een numerieke waarde en een eenheid. Het nulpunt is niet van speciaal belang, maar de verschillen van twee waarden wel.
De positie op een getallenlijn is een grootheid op intervalniveau. De afstand tussen de punten op de posities 5 meter en 7 meter is gelijk aan de afstand tussen de punten op de posities 10 meter en 12 meter. In beide gevallen namelijk 2 meter. Het punt op de positie 0 meter speelt geen speciale rol. Dat de posities van de punten op 5 meter en op 10 meter een factor 2 verschillen heeft zonder verdere specificatie geen betekenis.
Een ander voorbeeld is de temperatuur in °C (Celsius). Het verschil tussen 10 °C en 20 °C is 10 graden, even groot als het verschil tussen 13 °C en 23 °C. En op de celsiusschaal betekent een toename met 10 graden bij elke temperatuur dezelfde hoeveelheid toegevoegde warmte. Het is echter niet zo dat een temperatuur van 20 °C twee keer zo veel is als een temperatuur van 10 °C; er is immers sprake van een vrij willekeurig gekozen nulpunt en geen absoluut nulpunt.

#### Ratioschaal
De ratioschaal heeft dezelfde kenmerken als de intervalschaal, maar daarbij hebben het nulpunt en de absolute waarde nu ook een betekenis. Daarmee hebben ook verhoudingen (Latijn: ratio) van waarden op deze schaal betekenis. Zo heeft de eenheid graden Celsius een intervalschaal, maar de eenheid kelvin heeft een ratioschaal. Nul kelvin is het absolute nulpunt. Een lichaam dat een twee keer zo hoge temperatuur heeft in kelvin in vergelijking met een ander verder identiek lichaam, bevat twee keer zoveel energie.  
Afstand en lengte zijn andere voorbeelden. Het quotiënt van twee waarden op dezelfde schaal is een zinvolle dimensieloze grootheid. Veel natuurkundige grootheden hebben een ratioschaal, bijvoorbeeld ook massa in kilogram en energie in joule. Veel grootheden op ratioschalen zijn producten van machten van andere grootheden op ratioschalen, deze relatie geldt dan ook voor de dimensie.  Bij een coherent systeem van eenheden zoals het SI-stelsel geldt dezelfde relatie voor de eenheden en de numerieke waarden.

## Circulaire variabelen
Variabelen worden soms gemeten op een circulaire schaal. De onderverdeling van circulaire variabelen is bijna hetzelfde als van lineaire variabelen, alleen de nominale meetschaal ontbreekt. Voorbeelden van circulaire variabelen zijn
- ordinaal:
  - seizoenen (herfst, winter, voorjaar, zomer), windrichting)
  - getij (vloed, hoogtij, eb, laagtij).
- interval:
  - hoeken (0 - 360°)
  - tijdstippen van de dag (00.00 - 24.00 uur)

| Onderzoeksvariabelen en gegevens | Onderzoeksvariabelen en gegevens | Onderzoeksvariabelen en gegevens  | Onderzoeksvariabelen en gegevens    | Onderzoeksvariabelen en gegevens   | Onderzoeksvariabelen en gegevens   | Onderzoeksvariabelen en gegevens | Onderzoeksvariabelen en gegevens | Onderzoeksvariabelen en gegevens |
| -------------------------------- | -------------------------------- | --------------------------------- | ----------------------------------- | ---------------------------------- | ---------------------------------- | -------------------------------- | -------------------------------- | -------------------------------- |
| Variabelen                       | Categorie                        | kwalitatief = categorisch         | kwalitatief = categorisch           | kwalitatief = categorisch          | kwantitatief = numeriek            | kwantitatief = numeriek          | kwantitatief = numeriek          | kwantitatief = numeriek          |
| Variabelen                       | Type                             | discreet en niet-negatief         | discreet en niet-negatief           | discreet en niet-negatief          | discreet en niet-negatief          | discreet en niet-negatief        | continu                          | continu                          |
| Variabelen                       | Meetschaal                       | nominaal (polytoom)               | ordinaal                            | binair (dichotoom)                 | binair (dichotoom)                 | telling                          | interval                         | ratio                            |
| Toegestane bewerkingen           | Toegestane bewerkingen           | ≠, =                              | ≠, =, >, <                          | ≠, =                               | ≠, =                               | +, -, ×, ÷                       | +, -                             | +, -, ×, ÷                       |
| Eigen- schappen                  | Volgorde                         |                                   | ✓                                   |                                    | ✓                                  | ✓                                | ✓                                | ✓                                |
| Eigen- schappen                  | Verschillen                      |                                   |                                     |                                    | ✓                                  | ✓                                | ✓                                | ✓                                |
| Eigen- schappen                  | Absoluut nulpunt                 |                                   |                                     |                                    | ✓                                  | ✓                                |                                  | ✓                                |
| Schatters                        | Modus                            | ✓                                 | ✓                                   | ✓                                  | ✓                                  | ✓                                | ✓                                | ✓                                |
| Schatters                        | Mediaan                          |                                   | ✓                                   |                                    | ✓                                  | ✓                                | ✓                                | ✓                                |
| Schatters                        | Gemiddelde                       |                                   |                                     |                                    | ✓                                  | ✓                                | ✓                                | ✓                                |
| Schatters                        | Spreiding                        |                                   | interkwartiel- afstand              |                                    |                                    | variantie                        | variantie                        | variantie                        |
| Mogelijke waarden                | Mogelijke waarden                | categorieën, rubrieken            | rangorde                            | boolean: ja, nee                   | 0, 1                               | natuurlijk getal: 0, 1, 2, …     | reëel getal                      | reëel getal                      |
| Voorbeelden                      | Voorbeelden                      | bloedgroep, geloof, nationaliteit | medaille, kledingmaat, tevredenheid | gehuwd?, geslaagd?, gepensioneerd? | gehuwd?, geslaagd?, gepensioneerd? | #fouten, #inwoners, #kinderen    | temp. ℃, temp ℉, IQ              | gewicht, temp. K, voltage        |

## Toepassingen
- Bij het maken van een grafiek bepaalt de meetschaal welk type grafiek past bij de data: voor een nominale meetschaal een staafdiagram, voor een ordinale meetschaal een histogram en voor een interval- of ratiomeetschaal een lijndiagram.